# Кейп-Мей (округ, Нью-Джерсі)
Шаблон:StateAbbr_ 39°05′ пн. ш. 74°52′ зх. д. / 39.08° пн. ш. 74.86° зх. д.
Округ  Кейп-Мей (англ. Cape May County) — округ (графство) у штаті  Нью-Джерсі, США. Ідентифікатор округу 34009.

## Історія
Округ утворений 1685 року.

## Демографія
За даними перепису 
2000 року 
загальне населення округу становило 102326 осіб, зокрема міського населення було 85694, а сільського — 16632.
Серед мешканців округу чоловіків було 49190, а жінок — 53136. В окрузі було 42148 домогосподарств, 27372 родин, які мешкали в 91047 будинках.
Середній розмір родини становив 2,94.
Віковий розподіл населення поданий у таблиці:
| Стать    | До 15 років | 15-21 | 22-29 | 30-39 | 40-49 | 50-65 | 65-85 | Понад 85 |
| -------- | ----------- | ----- | ----- | ----- | ----- | ----- | ----- | -------- |
| Чоловіки | 9766        | 4166  | 3633  | 6502  | 7592  | 8931  | 7852  | 748      |
| Жінки    | 9122        | 3743  | 3669  | 6839  | 7824  | 9858  | 10204 | 1877     |

## Суміжні округи
- Атлантик – північ
- Кент, Делавер - захід
- Сассекс, Делавер - південний захід
- Камберленд – північний захід

## Виноски
1. ↑  Forstall, Richard L. Population of states and counties of the United States: 1790 to 1990 from the Twenty-one Decennial Censuses [Архівовано 2 січня 2016 у Wayback Machine.], pp. 108-109. Бюро перепису населення США, March 1996. ISBN 9780934213486. Accessed October 3, 2013.
2. ↑  New Jersey: 2010 - Population and Housing Unit Counts; 2010 Census of Population and Housing [Архівовано 26 січня 2022 у Wayback Machine.], p. 6, CPH-2-32. Бюро перепису населення США, August 2012. Accessed August 29, 2016.
3. ↑  DP-1 - Profile of General Demographic Characteristics: 2000; Census 2000 Summary File 1 (SF 1) 100-Percent Data for Cape May County, New Jersey. Бюро перепису населення США. Архів оригіналу за 12 лютого 2020. Процитовано 21 січня 2013.
4. ↑  DP1 - Profile of General Population and Housing Characteristics: 2010 Demographic Profile Data for Cape May County, New Jersey[недоступне посилання], Бюро перепису населення США. Accessed March 26, 2016.
5. ↑  American FactFinder. Бюро перепису населення США. Архів оригіналу за 29 липня 2011. Процитовано 31 січня 2008.

| США | Це незавершена стаття з географії США. Ви можете допомогти проєкту, виправивши або дописавши її. |